# Hybanthus mossamedensis
Hybanthus mossamedensis là một loài thực vật có hoa trong họ Hoa tím. Loài này được Mendes mô tả khoa học đầu tiên năm 1970.